# Offenburg
Offenburg – miasto powiatowe w Niemczech, w kraju związkowym Badenia-Wirtembergia, w rejencji Fryburg, w regionie Südlicher Oberrhein, siedziba powiatu Ortenau oraz wspólnoty administracyjnej Offenburg. Leży na Nizinie Górnoreńskiej, nad rzeką Kinzig, ok. 65 km na północ od Fryburga Bryzgowijskiego, przy autostradzie A5, drogach krajowych B3 i B33 oraz linii kolejowej Mannheim – Bazylea, ze stacją Offenburg.
Od 1853 stał w Offenburgu pomnik Drake’a, który przedstawiał wielkiego korsarza z kwiatkiem w ręku. Był to kwiat ziemniaka. Napis na postumencie głosił „Sir Francisowi Drake’owi, który rozpowszechnił ziemniaki w Europie. Miliony rolników całego świata błogosławią jego nieśmiertelną pamięć. To ulga dla biedaków, bezcenny dar Boży, łagodzący okrutną nędzę”. Pomnik został zniszczony przez nazistów.
W mieście rozwinął się przemysł spożywczy, metalowy, maszynowy oraz elektrotechniczny.